# Derby calcistici in Liguria (Serie A)

Un'immagine del derby Genoa-Sampdoria disputatosi in Serie A 1993-1994

I derby calcistici in Liguria giocati anche in Serie A sono gli incontri regionali tra squadre liguri svoltisi almeno una volta nella massima serie a girone unico. 
Il primo disputatosi a questo livello fu quello tra Genoa e Sampierdarenese, nato nel 1900 e tenutosi per la prima volta in Serie A nel 1935. La tradizione di stracittadina del capoluogo venne successivamente ereditata a partire dalla Serie A 1946-1947 dal derby tra Genoa e Sampdoria. Risalgono invece alla stagione 2021-2021 i primi derby liguri in Serie A che hanno coinvolto una squadra della Spezia: Genoa-Spezia – disputatosi in gare ufficiali sin dal 1920 – e Sampdoria-Spezia. Quanto segue è un elenco degli incontri, in ordine alfabetico.

## Genoa-Sampdoria
Il derby di Genova, conosciuto anche come derby della Lanterna, è la partita di calcio tra le due maggiori squadre calcistiche genovesi: il Genoa, fondato nel 1893, e la Sampdoria, nata nel 1946 dall'unione di Sampierdarenese e Andrea Doria. È stato disputato per la prima volta nella stagione 1946-1947 e da allora si è tenuto in Serie A, Serie B e Coppa Italia.
|                       | Gare | Vittorie Genoa | Pareggi | Vittorie Sampdoria | Gol Genoa | Gol Sampdoria |
| Serie A               | 78   | 18             | 29      | 31                 | 77        | 98            |
| Serie B               | 16   | 5              | 6       | 5                  | 13        | 13            |
| Totale campionato     | 94   | 23             | 35      | 36                 | 90        | 111           |
| Coppa Italia          | 13   | 3              | 4       | 6                  | 14        | 15            |
| Totale gare ufficiali | 107  | 26             | 39      | 42                 | 104       | 126           |

Tra le due squadre c'è una grandissima rivalità, due gradinate fantastiche, la Gradinata Sud occupata dai tifosi della Sampdoria e la Gradinata Nord, occupata dai tifosi del Genoa.
La vittoria con più distacco in una stracittadina è quella del 17 ottobre 1948, quando la neonata Sampdoria sconfisse i rossoblú per 5-1. 
L'unico calciatore che è riuscito a compiere una tripletta in questo match é Diego Milito, che segnó tre goal ai cugini blucerchiati durante il derby del 3 maggio 2009 (3-1).
Storica anche l'annata 2002-2003, l'unica in cui una squadra si aggiudicó tutte e tre le stracittadine stagionali; la Samp vinse entrambe le sfide di campionato (2-1 e 2-0) aggiudicandosi anche il passaggio del turno in Coppa Italia ai danni dei rossoblú (2-1).
Tra i derby recenti più ricordati dai tifosi si segnalano quelli dell'8 maggio 2011 e del 30 aprile 2022. Durante il primo il Grifone complica irrimediabilmente la situazione del Baciccia, a causa di un inaspettato goal dell'attaccante Boselli al minuto 97'. La partita è decisiva per la retrocessione della Samp, che viene definitivamente condannata alla cadetteria il turno successivo. Nel secondo, i blucerchiati si portano a casa la vittoria grazie alla marcatura di Sabiri, e all'errore di Criscito dal dischetto al 96', con la parata del portiere Audero sotto la Gradinata Nord. Con il successo in questo scontro diretto, il Doria si assicuró la salvezza a spese dei rossoblù che retrocedettero poco dopo.

## Genoa-Spezia
Il derby Genoa-Spezia nacque come sfida provinciale e si disputò per sei volte in massima serie prima della nascita della Serie A a girone unico. Già nel 1922 il clima attorno a questa sfida fu molto teso, con lo Stadio Alberto Picco della Spezia che venne squalificato per un anno a causa dell'aggressione all'arbitro da parte dei tifosi spezzini al termine dell'incontro; alcune fonti riportano anche l'uccisione di un tifoso genoano. Nella stagione 1924-1925 il Genoa vincendo alla Spezia, nel frattempo elevata a rango di capoluogo di provincia, all'ultima giornata conquistò i punti decisivi per raggiungere la Finale, poi persa contro il Bologna.
Per ottanta anni le due squadre ebbero rare occasioni di confronto in incontri ufficiali (segnatamente Serie B 1934-1935, sedicesimi di finale di Coppa Italia 1942-1943 e Serie C 1970-1971), ma l'animosità tra le due tifoserie fu tale da aver causato negli anni 1990 scontri perfino in occasione di gare amichevoli.
Nel 2005 la corsa al vertice per la Serie C1 rese incandescente la rivalità, portando l'Osservatorio nazionale sulle manifestazioni sportive a suggerire il rinvio della partita di ritorno. L'incontro venne inizialmente trasferito sul campo neutro di Modena, ma infine regolarmente disputato alla Spezia e conclusosi con la prima vittoria degli spezzini nella storia del derby, che contribuì alla promozione diretta in Serie B della squadra, obiettivo successivamente raggiunto anche dal Genoa attraverso i playoff. Seguirono un acceso incontro estivo nel primo turno di Coppa Italia 2006-2007 conclusosi con il passaggio del turno del Genoa e due vittorie esterne in Serie B 2006-2007.
Nella stagione 2020-2021 il derby si è disputato per la prima volta in Serie A, registrando due vittorie in favore del Genoa.
Tuttavia la stagione successiva gli aquilotti ottengono la prima storica vittoria in un derby contro il Genoa in Serie A espugnando il Ferraris per 1-0.
|                                             | Gare | Vittorie Genoa | Pareggi | Vittorie Spezia | Gol Genoa | Gol Spezia |
| Serie A                                     | 4    | 2              | 1       | 1               | 5         | 3          |
| Serie B                                     | 4    | 2              | 1       | 1               | 6         | 5          |
| Serie C/Serie C1                            | 4    | 3              | 0       | 1               | 4         | 2          |
| Prima Categoria/Prima Divisione (1920-1925) | 6    | 4              | 2       | 0               | 11        | 4          |
| Totale campionato                           | 18   | 11             | 4       | 3               | 26        | 14         |
| Coppa Italia                                | 3    | 2              | 1       | 0               | 10        | 7          |
| Totale gare ufficiali                       | 21   | 13             | 5       | 3               | 36        | 21         |

### Lista dei risultati
| Stagione  | Competizione    | Incontro     | A / R | A / R |
| --------- | --------------- | ------------ | ----- | ----- |
| 1920-1921 | Prima Categoria | Genoa-Spezia | 1-0   | 1-1   |
| 1922-1923 | Prima Divisione | Spezia-Genoa | 0-4   | 1-1   |
| 1924-1925 | Prima Divisione | Genoa-Spezia | 3-2   | 1-0   |
| 1934-1935 | Serie B         | Spezia-Genoa | 1-2   | 1-1   |
| 1942-1943 | Coppa Italia    | Genoa-Spezia | 5-3   | 5-3   |

| Stagione  | Competizione | Incontro     | A / R | A / R |
| --------- | ------------ | ------------ | ----- | ----- |
| 1970-1971 | Serie C      | Spezia-Genoa | 0-1   | 0-2   |
| 2005-2006 | Serie C1     | Genoa-Spezia | 1-0   | 0-2   |
| 2006-2007 | Serie B      | Genoa-Spezia | 1-2   | 2-1   |
| 2006-2007 | Coppa Italia | Genoa-Spezia | 3-2   | 3-2   |

| Stagione  | Competizione | Incontro     | A / R | A / R |
| --------- | ------------ | ------------ | ----- | ----- |
| 2013-2014 | Coppa Italia | Spezia-Genoa | 2-2   | 2-2   |
| 2020-2021 | Serie A      | Spezia-Genoa | 1-2   | 0-2   |
| 2021-2022 | Serie A      | Spezia-Genoa | 1-1   | 1-0   |

## Sampdoria-Spezia
Il derby Sampdoria-Spezia si è tenuto in diverse gare amichevoli e per la prima volta in partite ufficiali nella stagione 2020-2021. Il primo incontro di campionato in assoluto – tenutosi l'11 gennaio 2021 – fu anche la prima vittoria ottenuta in Serie A dallo Spezia nello stadio Alberto Picco. I rapporti tra le due tifoserie sono sempre stati distesi fino ad alcuni tafferugli scoppiati tra i supporters bianconeri e quelli blucerchiati nel derby del 23 gennaio 2022. Alla fine della stagione 2022-2023 entrambe le squadre furono declassate: la Sampdoria finì matematicamente ultima a 4 giornate dalla fine, mentre lo Spezia venne condannato allo spareggio salvezza dal Verona, la cui tifoseria nutre simpatie con quella blucerchiata e odia quella bianconera. Nella stagione 2023-2024 le due squadre disputano quindi il primo derby in Serie B, vincono i blucerchiati 2-1. Del 2025 è invece il primo scontro in Coppa Italia, che ha visto i bianconeri imporsi sui blucrechiati per 4-2 ai tiri di rigore.
|                       | Gare | Vittorie Sampdoria | Pareggi | Vittorie Spezia | Gol Sampdoria | Gol Spezia |
| Serie A               | 6    | 1                  | 2       | 3               | 7             | 9          |
| Serie B               | 4    | 1                  | 2       | 1               | 2             | 3          |
| Totale campionato     | 10   | 2                  | 4       | 4               | 9             | 12         |
| Coppa Italia          | 1    | 0                  | 1       | 0               | 1             | 1          |
| Totale gare ufficiali | 11   | 2                  | 5       | 4               | 10            | 13         |

### Lista dei risultati
| Stagione  | Competizione | Incontro         | A / R            | A / R            |
| --------- | ------------ | ---------------- | ---------------- | ---------------- |
| 2020-2021 | Serie A      | Spezia-Sampdoria | 2-1              | 2-2              |
| 2021-2022 | Serie A      | Sampdoria-Spezia | 2-1              | 0-1              |
| 2022-2023 | Serie A      | Spezia-Sampdoria | 2-1              | 1-1              |
| 2023-2024 | Serie B      | Sampdoria-Spezia | 2-1              | 0-0              |
| 2024-2025 | Serie B      | Sampdoria-Spezia | 0-0              | 0-2              |
| 2025-2026 | Coppa Italia | Spezia-Sampdoria | 1-1 (5-3 d.c.r.) | 1-1 (5-3 d.c.r.) |